# Petronilla de Meath
Petronilla de Meath (c. 1300 – Kilkenny, 3 de noviembre de 1324) era una criada de Alice Kyteler, una noble hiberno-normanda que vivía en Irlanda en el actual condado de Kilkenny. Tras la muerte del cuarto marido de Kyteler, su señora fue acusada de practicar brujería y De Meath fue acusada de ser una de sus cómplices, por lo que fue torturada y obligada a confesar que ella y Kyteler eran culpables de brujería. Kyteler huyó para salvar su vida pero De Meath fue azotada y terminó siendo quemada en la hoguera el 3 de noviembre de 1324 en Kilkenny. El suyo fue el primer caso conocido en Irlanda y Gran Bretaña de condena a muerte en la hoguera por el delito de herejía.

## Proceso y muerte
El obispo de Ossory, Richard de Ledrede, presentó siete cargos contra Alice Kyteler y sus compañeros, incluida De Meath:
... que estaban negando a Cristo y la iglesia; que cortaron animales vivos y esparcieron los pedazos en los cruces de caminos como ofrendas a un demonio llamado el hijo de Art a cambio de su ayuda; que robaron las llaves de la iglesia y se reunieron allí por la noche; que en el cráneo de un ladrón le colocaron intestinos y las entrañas de gallos, gusanos, uñas cortadas de cadáveres, pelos de las nalgas y ropas de muchachos que murieron antes de ser bautizados; que, de este brebaje hicieron pociones para incitar a la gente a amar, odiar, matar y afligir a los cristianos; que la propia Alicia tenía un cierto demonio como íncubo por el que se dejaba conocer carnalmente y que se le aparecía como un gato, un perro negro peludo o como un hombre negro etíope, de quien recibía su riqueza; y que Alice había usado su hechicería para asesinar a algunos de sus maridos y enamorarse de otros, con el resultado de que le dieron todas sus posesiones a ella y a su hijo.
Los cargos iban desde cometer hechicería y demonismo, hasta haber asesinado a varios maridos; además Kyteler fue acusada de haber adquirido su riqueza ilegalmente mediante brujería. Estas acusaciones provinieron principalmente de los hijos de su último marido por sus matrimonios anteriores. El juicio es anterior a cualquier estatuto formal de brujería en Irlanda, y se realizó según la el derecho canónico donde la brujería se trataba como herejía, en lugar del derecho consuetudinario inglés, donde se consideraba un delito menor. Kyteler consiguió escapar del juicio, pero los otros acusados no pudieron. Ledrede ordenó la tortura de Petronilla y otros encausados que fueron interrogados utilizando el procedimiento permitido por el decreto papal Super illius specula. Todos confesaron los cargos que se les imputaron. Según Una narración contemporánea del proceso contra Alice Kyteler procesada por brujería en 1324 escrita por Ledrede, De Meath confesó todo tipo de cosas:
... Entre otras cosas, dijo que ella, junto con su mencionada ama, a menudo dictaba una sentencia de excomunión contra su propio marido con velas de cera encendidas y con repetidas expectoraciones, como exigían sus reglas. Y aunque ella misma era una adepta en este maldito arte de ellos, dijo que no era nada en comparación con su ama, de la que había aprendido todas estas cosas y muchas más; y, en efecto, en todo el reino del rey de Inglaterra no había nadie más hábil o igual a ella en este arte...
De Meath confesó que Kyteler había permitido que un demonio la conociera carnalmente, que ella consultaba a los demonios y hacía pociones y que Kyteler negaba la "fe de Cristo y la Iglesia". También sostuvo que ella y su ama aplicaron una poción mágica a una viga de madera, lo que permitió a ambas mujeres volar. Fue obligada a proclamar públicamente que Kyteler y sus seguidores eran culpables de brujería. Fue azotada seis veces, "azotada en seis parroquias", según las órdenes de Ledrede y condenada a ser quemada en la hoguera como hereje. John Clyn, el cronista franciscano de Kilkenny registró su muerte: "Petronilla de Midia... fue condenada por hechicería, tomar suerte y ofrecer sacrificios a los demonios, entregada a las llamas y quemada. Además, antes de ella, incluso en la antigüedad, no se había visto ni oído hablar de que alguien hubiera sufrido la pena de muerte por herejía en Irlanda".
Su hija Basilia logró escapar junto a Kyteler. En la History of the Bishops of the Kingdom of Ireland and of Such Matters Ecclesiastical and Civil de Sir James Ware, se hace referencia a esos hechos.

## Reconocimiento
La artista Judy Chicago estableció un lugar para Petronilla de Meath en su instalación de 39 mujeres míticas e históricas titulada The Dinner Party. El mantel está recubierto por formas entrelazadas basadas en motivos celtas extraídos del Libro de Kells. Un cordón rojo recuerda a las brujas de mayor rango y se entreven unos cuernos de carnero. El plato está pintado con símbolos de brujería y la inicial de Petronilla incluye una escoba.
Desde 2007, se exhibe en el Centro de arte feminista Elizabeth A. Sackler en el Museo Brooklyn en Nueva York.